# Nidaros Futsal 2013-2014
Questa voce raccoglie le informazioni riguardanti il Nidaros Futsal nelle competizioni ufficiali della stagione 2013-2014.

## Stagione
Il Nidaros ha chiuso l'annata al 3º posto finale. La squadra ha pertanto migliorato il 58º posto dell'annata precedente.

## Rosa
| N° | Naz.                | Ruolo | Sportivo           | Anno     |  |  |
| -- | ------------------- | ----- | ------------------ | -------- |  |  |
|    | Norvegia (bandiera) | POR   | Magnar Nordtun     | 28.06.83 |  |  |
|    | Norvegia (bandiera) | DIF   | Stian Reinertsen   | 01.04.78 |  |  |
|    | Norvegia (bandiera) | UNI   | Julien Le Bozec    | 30.06.87 |  |  |
|    | Norvegia (bandiera) | UNI   | Sivert Lund        | 28.01.87 |  |  |
|    | Norvegia (bandiera) | PIV   | Christian Leirvik  | 28.10.87 |  |  |
|    | Norvegia (bandiera) | PIV   | Erlend Tjøtta Vie  | 29.11.91 |  |  |
|    | Norvegia (bandiera) |       | Simon Johansson    |          |  |  |
|    | Norvegia (bandiera) |       | Rune Kalland       |          |  |  |
|    | Norvegia (bandiera) |       | Henrik Schjøth     |          |  |  |
|    | Norvegia (bandiera) |       | Sindre Sjøbakk     |          |  |  |
|    | Norvegia (bandiera) |       | Runar Skippervik   |          |  |  |
|    | Norvegia (bandiera) |       | Christoffer Søndbø |          |  |  |
|    | Norvegia (bandiera) |       | Anders Stenberg    |          |  |  |
|    | Norvegia (bandiera) |       | Iver Strandheim    |          |  |  |

## Risultati

### Eliteserie

#### Girone di andata
| Tiller 9 novembre 2013, ore 15:30 1ª giornata | Nidaros   | 3 – 2 referto | Sandefjord | KVT Hallen\| Arbitro: \| Eidhammer \| |
| Arbitro:                                      | Eidhammer |               |            |                                       |

| Tiller 10 novembre 2013, ore 11:45 2ª giornata | Kongsvinger | 4 – 2 referto | Nidaros | KVT Hallen\| Arbitro: \| Eidhammer \| |
| Arbitro:                                       | Eidhammer   |               |         |                                       |

| Tiller 14 gennaio 2014, ore 21:00 3ª giornata | Nidaros    | 2 – 1 referto | Tiller | KVT Hallen\| Arbitro: \| Schjølberg \| |
| Arbitro:                                      | Schjølberg |               |        |                                        |

| Saupstad 24 novembre 2013, ore 10:00 4ª giornata | Vegakameratene | 3 – 1 referto | Nidaros | Husebyhallen\| Arbitro: \| Krokdal \| |
| Arbitro:                                         | Krokdal        |               |         |                                       |

| Tromsø 14 dicembre 2013, ore 17:15 5ª giornata | Nidaros   | 5 – 2 referto | KFUM Oslo | Breivikahallen\| Arbitro: \| Eidhammer \| |
| Arbitro:                                       | Eidhammer |               |           |                                           |

| Tromsø 15 dicembre 2013, ore 15:15 6ª giornata | Sjarmtrollan | 3 – 1 referto | Nidaros | Breivikahallen\| Arbitro: \| Krokdal \| |
| Arbitro:                                       | Krokdal      |               |         |                                         |

| Tiller 11 gennaio 2014, ore 12:00 7ª giornata | Nidaros         | 1 – 2 referto | Grorud | KVT Hallen\| Arbitro: \| Kiil Andreassen \| |
| Arbitro:                                      | Kiil Andreassen |               |        |                                             |

| Tiller 12 gennaio 2014, ore 11:45 8ª giornata | Nidaros         | 8 – 0 referto | Solør | KVT Hallen\| Arbitro: \| Kiil Andreassen \| |
| Arbitro:                                      | Kiil Andreassen |               |       |                                             |

| Sørumsand 18 gennaio 2014, ore 17:15 9ª giornata | Ørn-Horten | 3 – 5 referto | Nidaros | Bingsfosshallen\| Arbitro: \| Krokdal \| |
| Arbitro:                                         | Krokdal    |               |         |                                          |

#### Girone di ritorno
| Sørumsand 19 gennaio 2014, ore 13:30 10ª giornata | Sandefjord | 0 – 3 referto | Nidaros | Bingsfosshallen\| Arbitro: \| Myklebust \| |
| Arbitro:                                          | Myklebust  |               |         |                                            |

| Oslo 1º febbraio 2014, ore 15:30 11ª giornata | Nidaros         | 6 – 3 referto | Kongsvinger | KFUM-Hallen\| Arbitro: \| Kiil Andreassen \| |
| Arbitro:                                      | Kiil Andreassen |               |             |                                              |

| Tiller 22 gennaio 2014, ore 13:30 12ª giornata | Tiller     | 6 – 0 referto | Nidaros | KVT Hallen\| Arbitro: \| Schjølberg \| |
| Arbitro:                                       | Schjølberg |               |         |                                        |

| Trondheim 25 febbraio 2014, ore 21:30 13ª giornata | Nidaros   | 1 – 4 referto | Vegakameratene | Nidarøhallen D2\| Arbitro: \| Myklebust \| |
| Arbitro:                                           | Myklebust |               |                |                                            |

| Oslo 2 febbraio 2014, ore 15:15 14ª giornata | KFUM Oslo | 1 – 3 referto | Nidaros | KFUM-Hallen\| Arbitro: \| Eidhammer \| |
| Arbitro:                                     | Eidhammer |               |         |                                        |

| Oslo 15 febbraio 2014, ore 15:30 15ª giornata | Nidaros | 2 – 4 referto | Sjarmtrollan | Ellingsrudhallen\| Arbitro: \| Tvedt \| |
| Arbitro:                                      | Tvedt   |               |              |                                         |

| Oslo 16 febbraio 2014, ore 10:00 16ª giornata | Grorud    | 0 – 4 referto | Nidaros | Ellingsrudhallen\| Arbitro: \| Eidhammer \| |
| Arbitro:                                      | Eidhammer |               |         |                                             |

| Oslo 15 marzo 2014, ore 15:30 17ª giornata | Solør   | 1 – 9 referto | Nidaros | KFUM-Hallen\| Arbitro: \| Krokdal \| |
| Arbitro:                                   | Krokdal |               |         |                                      |

| Oslo 16 marzo 2014, ore 10:00 18ª giornata | Nidaros   | 9 – 2 referto | Ørn-Horten | KFUM-Hallen\| Arbitro: \| Eidhammer \| |
| Arbitro:                                   | Eidhammer |               |            |                                        |